# ایگا باومگارت-ویتان
ایگا باومگارت-ویتان (انگلیسی: Iga Baumgart-Witan؛ زادهٔ ۱۱ آوریل ۱۹۸۹) ورزشکار دو و میدانی اهل لهستان است. 
وی در مسابقات کشوری و بین‌المللی در مجموع برندهٔ ۴ مدال طلا، ۱ مدال نقره و ۱ مدال برنز شده‌است.